# Auguste Puttemans
Auguste Puttemans (Bruxelas, 1866 - Ixelles, 1922) foi um escultor belga.

## Biografia

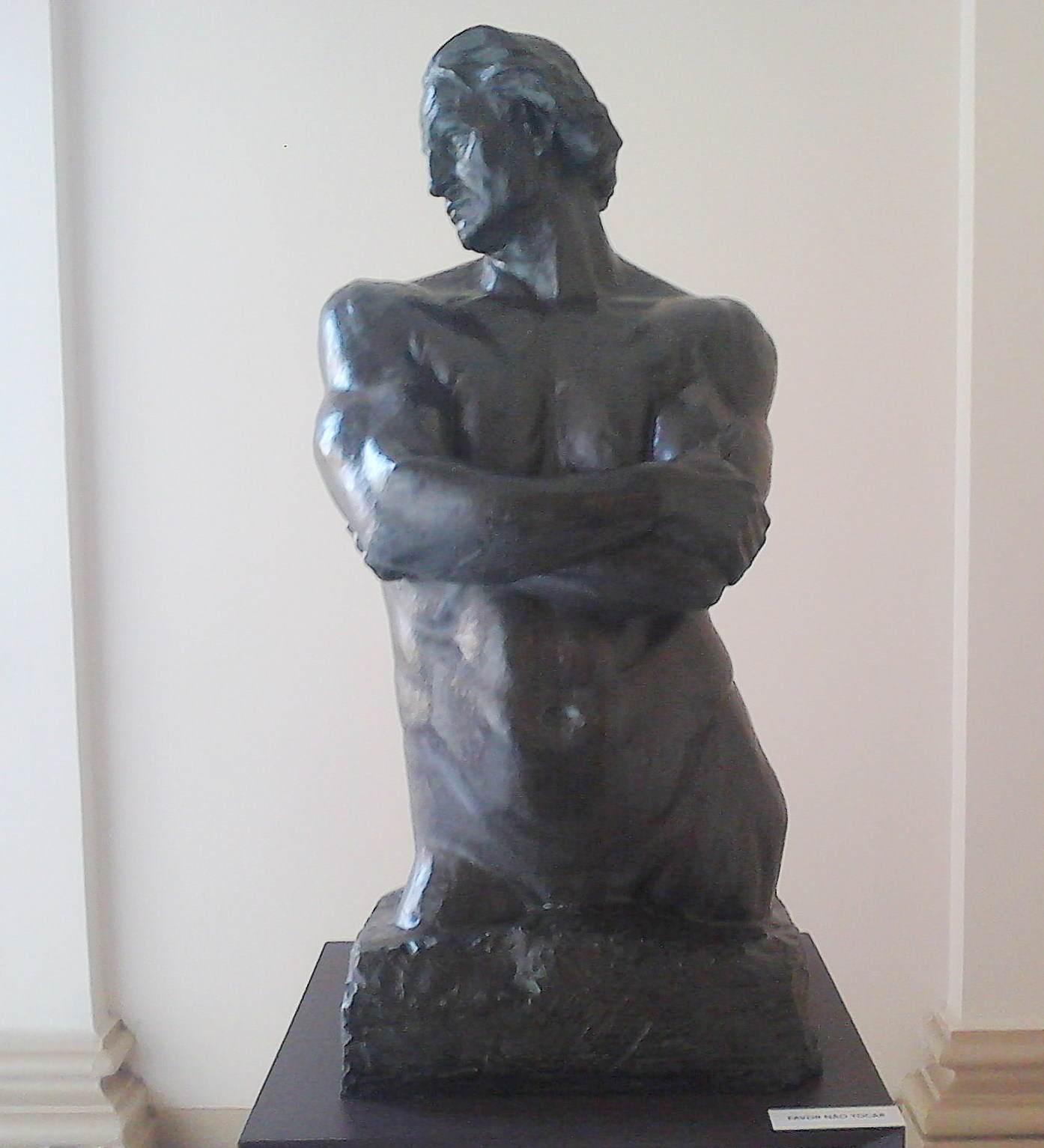
Impassibilidade é uma estátua em bronze, sem data, com as dimensões 145 x 69 x 63cm, que passou a pertencer ao acervo da Pinacoteca do Estado de São Paulo em 1913.

Auguste Puttemans estudou na Academia Real de Belas-Artes de Bruxelas (1877-1878 e 1886-1891) e foi aluno de Charles Van der Stappen (1843 - 1910).
Ele é mais conhecido pela estátua da Isis, Deusa da Vida, doada em 1922 por um comitê belga ao presidente norte-americano Herbert Hoover como agradecimento pela ajuda  de Hoover a Bélgica durante a Primeira Guerra Mundial  e pelas duas estátuas que retratam Francisco Ferrer y Guardia (1859 - 1909) instaladas em Bruxelas e em Barcelona.
Ele também é conhecido por ter sido um maçom.